# Japonia na Letnich Igrzyskach Olimpijskich 1920
Na Letnich Igrzyskach Olimpijskich 1920 reprezentowało Japonię 15 sportowców (15 mężczyzn) w 4 dyscyplinach.

## Medaliści
| Medal   | Nazwisko                          | Sport | Konkurencja               |
| ------- | --------------------------------- | ----- | ------------------------- |
| Srebrny | Ichiya Kumagae                    | Tenis | Mężczyźni, gra pojedyncza |
| Srebrny | Seiichirō Kashio i Ichiya Kumagae | Tenis | Mężczyźni, gra podwójna   |

## Skład kadry

### Lekkoatletyka
Konkurencje biegowe
| Konkurencja | Zawodnik          | Eliminacje    | Eliminacje | Ćwierćfinał   | Ćwierćfinał   | Półfinał      | Półfinał      | Finał         | Finał         |               |
| Konkurencja | Zawodnik          | Wynik         | Miejsce    | Wynik         | Miejsce       | Wynik         | Miejsce       | Wynik         | Miejsce       |               |
| ----------- | ----------------- | ------------- | ---------- | ------------- | ------------- | ------------- | ------------- | ------------- | ------------- | ------------- |
| 100 m       | Ichirō Kaga       | b.d           | 4.         | Nie awansował | Nie awansował | Nie awansował | Nie awansował | Nie awansował | Nie awansował |               |
| 100 m       | Shin’ichi Yamaoka | b.d           | 4.         | Nie awansował | Nie awansował | Nie awansował | Nie awansował | Nie awansował | Nie awansował |               |
| 200 m       | Shinichi Yamaoka  | 23,9          | 4.         | Nie awansował | Nie awansował | Nie awansował | Nie awansował | Nie awansował | Nie awansował |               |
| 200 m       | Ichiro Kaga       | b.d           | 4.         | Nie awansował | Nie awansował | Nie awansował | Nie awansował | Nie awansował | Nie awansował |               |
| 800 m       | Saburo Hasumi     | Saburo Hasumi | b.d        | 6.            |               |               | Nie awansował | Nie awansował | Nie awansował | Nie awansował |
| 1500 m      |                   |               |            |               | b.d           | 6.            | Nie awansował | Nie awansował |               |               |
| 5000 m      | Konosuke Sano     |               |            |               |               | b.d           | 7.            | Nie awansował | Nie awansował |               |
| 5000 m      | Tomeichi Oura     |               |            |               |               | b.d           | 6.            | Nie awansował | Nie awansował |               |
| 10 000 m    | Konosuke Sano     |               |            |               |               | b.d           | 8.            | Nie awansował | Nie awansował |               |
| 10 000 m    | Zensaku Motegi    |               |            |               |               | b.d           | 12.           | Nie awansował | Nie awansował |               |
| maraton     | Shizō Kanakuri    |               |            |               |               |               |               | 2:48:45,4     | 16.           |               |
| maraton     | Zensaku Motegi    |               |            |               |               |               |               | 2:51:09,4     | 20.           |               |
| maraton     | Kenzo Yashima     |               |            |               |               |               |               | 2:57:02,0     | 21.           |               |
| maraton     | Yahei Miura       |               |            |               |               |               |               | 2:59:37,0     | 24.           |               |

| Zawodnik          | Konkurencje   | Konkurencje                | Wyniki             | Punkty                   | Miejsce                  |
| ----------------- | ------------- | -------------------------- | ------------------ | ------------------------ | ------------------------ |
| Hiroshi Masuda    | pięciobój     | skok w dal                 | 4,510              | 19                       | 19.                      |
| Hiroshi Masuda    | pięciobój     | rzut dyskiem               | 39,82              | 14                       | 14.                      |
| Hiroshi Masuda    | pięciobój     | rzut oszczepem             | -                  | -                        | -                        |
| Hiroshi Masuda    | pięciobój     | Bieg na 200 m              | -                  | -                        | -                        |
| Hiroshi Masuda    | pięciobój     | Bieg na 1500 m             | -                  | -                        | -                        |
| Hiroshi Masuda    | pięciobój     | Finał                      |                    | Nie ukończył konkurencji | Nie ukończył konkurencji |
| Genzaburō Noguchi | dziesięciobój | bieg 100 m                 | 12,1               | 643,0                    | 16.                      |
| Genzaburō Noguchi | dziesięciobój | skok w dal                 | 5,630              | 517,350                  | 21.                      |
| Genzaburō Noguchi | dziesięciobój | pchnięcie kulą             | 8,13               | 279                      | 23.                      |
| Genzaburō Noguchi | dziesięciobój | skok wzwyż                 | 1,45               | 328                      | 21.                      |
| Genzaburō Noguchi | dziesięciobój | bieg 400 m                 | 57,2               | 661,60                   | 18.                      |
| Genzaburō Noguchi | dziesięciobój | rzut dyskiem               | 21,97              | 116,88                   | 16.                      |
| Genzaburō Noguchi | dziesięciobój | bieg na 110 m przez płotki | Nie ukończył biegu | 0                        | 17.                      |
| Genzaburō Noguchi | dziesięciobój | skok o tyczce              | 2,60               | 271                      | 15.                      |
| Genzaburō Noguchi | dziesięciobój | rzut oszczepem             | 35,48              | 298,200                  | 12.                      |
| Genzaburō Noguchi | dziesięciobój | bieg na 1500 m             | 5:11,2             | 553,6                    | 12.                      |
| Genzaburō Noguchi | dziesięciobój | Finał                      |                    | 3668,630                 | 12.                      |

### Pływanie
Mężczyźni
| Konkurencja    | Zawodnik         | Eliminacje | Eliminacje | Półfinał             | Półfinał             | Finał         | Finał         |
| Konkurencja    | Zawodnik         | Czas       | Miejsce    | Czas                 | Miejsce              | Czas          | Miejsce       |
| -------------- | ---------------- | ---------- | ---------- | -------------------- | -------------------- | ------------- | ------------- |
| 100 m dowolnym | Kenkichi Saitō   | b.d        | 6.         | Nie awansował        | Nie awansował        | Nie awansował | Nie awansował |
| 100 m dowolnym | Masayoshi Uchida | b.d        | 5.         | Nie awansował        | Nie awansował        | Nie awansował | Nie awansował |
| 400 m dowolnym | Kenkichi Saitō   | 6:16,8     | 2.         | Nie ukończył wyścigu | Nie ukończył wyścigu | Nie awansował | Nie awansował |
| 400 m dowolnym | Masayoshi Uchida | 6:40,0     | 3.         | Nie awansował        | Nie awansował        | Nie awansował | Nie awansował |

### Skoki do wody
Mężczyźni
| Konkurencja | Zawodnik         | Eliminacje | Eliminacje | Finał         | Finał         |       |         |
| Konkurencja | Zawodnik         | Wynik      | Pozycja    | Wynik         | Pozycja       | Wynik | Pozycja |
| ----------- | ---------------- | ---------- | ---------- | ------------- | ------------- | ----- | ------- |
| wieża 10 m  | Masayoshi Uchida | 94,0       | 8.         | Nie awansował | Nie awansował |       |         |

### Tenis ziemny
| Konkurencja | Zawodnik                        | 1 runda                               | 2 runda                                | 3 runda                                        | Ćwierćfinały                                       | Półfinały                                                | Finał                                               | Miejsce |
| Konkurencja | Zawodnik                        | Przeciwnik Wynik                      | Przeciwnik Wynik                       | Przeciwnik Wynik                               | Przeciwnik Wynik                                   | Przeciwnik Wynik                                         | Przeciwnik Wynik                                    | Miejsce |
| ----------- | ------------------------------- | ------------------------------------- | -------------------------------------- | ---------------------------------------------- | -------------------------------------------------- | -------------------------------------------------------- | --------------------------------------------------- | ------- |
| Singiel (m) | Ichiya Kumagae                  | José María Alonso W 3:0 (7:5,6:3,6:3) | Victor de Laveleye W 3:0 (6:0,6:1,6:0) | Albert Lammens W 3:0 (7:5,6:1,6:4)             | George Dodd W 3:0 (7:5,6:1,6:1)                    | Charles Winslow W 3:0 (6:2,6:2,6:2)                      | Louis Raymond P 1:3 (7:5,4:6,5:7,4:6)               | srebro  |
| Singiel (m) | Seiichirō Kashio                |                                       | Erik Tegner W 3:0 (6:3,6:1,6:2)        | George Dodd P 2:3 (4:6,6:4,2:6,6:3,1:6)        | Nie awansował                                      | Nie awansował                                            | Nie awansował                                       | 9.      |
| debel (m)   | Ichiya Kumagae Seiichirō Kashio |                                       |                                        | Jean Washer Albert Lammens W 3:0 (6:1,6:4,6:4) | Brian Norton Louis Raymond W 3:1 (6:3,6:2,4:6,6:3) | François Blanchy Jacques Brugnon W 3:1 (6:4,4:6,6:3,6:1) | Oswald Turnbull Max Woosnam P 1:3 (2:6,7:5,5:7,5:7) | srebro  |